# Black Death - ...un viaggio all'inferno
(Ulric)
Black Death - ...un viaggio all'inferno (Black Death) è un film del 2010 diretto da Christopher Smith.
Il film, ambientato alla metà del XIV secolo, racconta la vicenda di un gruppo di mercenari in un'Inghilterra devastata dalla morte nera o peste nera, la grande epidemia di peste del 1346; è uscito in Italia direttamente in dvd il 13 aprile 2011, grazie ad una partnership distributiva tra One Movie e 01 Distribution.

## Trama
1348. Osmund è un novizio di un monastero devastato dalla peste. Segretamente innamorato, fa scappare la sua donna lontano dal monastero per cercare di salvarla dall'epidemia. Poco dopo, il mercenario Ulric, inviato del vescovo regionale, arriva al monastero in cerca di una guida per raggiungere un remoto villaggio paludoso non toccato dalla peste. Prendendo l'arrivo di Ulric come segno per partire, Osmund si offre volontario come guida e si unisce al suo gruppo, che comprende i soldati Wolfstan, Griff, Dalywag, Mold, Ivo e Swire. Gli uomini informano Osmund che si ritiene che il villaggio sia guidato da un negromante, che intendono consegnare al vescovo per fare un processo ed esecuzione.
Il viaggio verso il villaggio porta alla morte di Griff e Ivo, mentre Osmund trova i vestiti macchiati di sangue di Averill e crede che sia morta. Alla fine raggiungono la loro destinazione, vengono accolti da Hob e Langiva, i capi del villaggio. Consapevoli delle intenzioni del gruppo, gli abitanti del villaggio drogano i soldati, mentre Osmund viene a sapere che il corpo di Averill è nel villaggio e sembra che Langiva la faccia risorgere.
I membri del gruppo sono legati e collocati in una fossa piena d'acqua congelata dove Hob e Langiva offrono libertà a coloro che rinunceranno a Dio. Quando il gruppo rifiuta, Dalywag viene crocifisso e sventrato. L'orribile morte convincera Swire a rinunciare alla sua fede, solo che gli abitanti del villaggio lo impiccano nella foresta. Successivamente, Osmund viene portato all'apparentemente risorta Averill e credendola in uno stato di sofferenza, la trafigge per salvare la sua anima. Ulric viene quindi prelevato dalla fossa per essere squartato da quattro cavalli, ma prima che gli abitanti del villaggio lo uccidano, rivela che è afflitto dalla peste e l'ha portata nel villaggio. Con gli abitanti distratti da questa rivelazione, Wolfstan e Mold sono in grado di liberarsi con un coltello trovato da Osmund e combattere.
Osmund insegue Langiva nella palude, dove gli rivela che non è una strega e Averill non era morta nella foresta. Invece, Averill era stata drogata e la sua apparente risurrezione era una messa in scena (la strega dice che è consuetudine fare così, per convincere gli abitanti del villaggio dei suoi poteri); la sua morte effettiva è stata causata da Osmund che l'ha pugnalata. Devastato da queste informazioni, Osmund non è in grado di impedire la fuga di Langiva. Wolfstan, ritenendo che la missione fosse completata, riporta Osmund al monastero, con Hob da consegnare al vescovo. Negli anni seguenti, il villaggio viene afflitto dalla pestilenza (era rimasto immune per la sua lontananza dai centri abitati maggiori e non per la magia), mentre Wolfstan perde i contatti con Osmund, ma sente voci che narrano della sua tramutazione in uno spietato soldato dell'Inquisizione che uccide donne innocenti all'eterna ricerca di Langiva.